# Sabine Verheul
Sabine Verheul (2 juli 1989) is een Nederlands voetballer. Zij behoorde vanaf 2011 tot de speelsters van het FC Utrecht dat in 2007 toetrad tot de Eredivisie voor vrouwen.

## Carrière
Verheul begon op haar zesde met voetballen bij VV Zwammerdam. Na verloop van tijd stapte ze over naar RCL uit Leiderdorp. In seizoen 2007/2008 maakte ze daarnaast ook deel uit van het HvA-project van de KNVB.
In de zomer van 2008 maakte ze de overstap naar Eredivisieclub ADO Den Haag. In haar eerste seizoen speelde ze 17 van de 24 duels en scoorde tweemaal. In haar tweede seizoen kwam ze tot 18 optredens, maar wist ze niet te scoren. In seizoen 2010/11 begon ze aan haar derde en laatste seizoen bij de Residentieclub, daarna vertrok ze naar FC Utrecht.

## Statistieken
| Seizoen | Club         | Land      | Competitie | Wedstrijden | Doelpunten |
| ------- | ------------ | --------- | ---------- | ----------- | ---------- |
| 2008/09 | ADO Den Haag | Nederland | Eredivisie | 17          | 2          |
| 2009/10 | ADO Den Haag | Nederland | Eredivisie | 18          | 0          |
| 2010/11 | ADO Den Haag | Nederland | Eredivisie | 19          | 2          |
| 2011/12 | FC Utrecht   | Nederland | Eredivisie | 4           | 0          |

Laatste update 23 mei 2012 11:08 (CEST)